# Tierradentro (Córdoba)
Tierradentro es un centro poblado del departamento colombiano de Córdoba, bajo jurisdicción del municipio de Montelíbano. Ubicado a orillas de la quebrada San Cipriano, cerca al río San Jorge. El centro poblado colinda hacia el oeste con la Serranía de San Jerónimo y el Parque nacional natural Paramillo. 

## Propuesta de elevación a municipio
En los últimos años existe una propuesta para la creación de un nuevo municipio colombiano en el departamento de Córdoba entre los habitantes de los centros poblados: El Brillante, El Palmar, Juan José, Puerto Ánchica, Puerto Belén, Puerto Carepa, Puerto Nuevo, y Tierradentro, esta última como cabecera municipal. Se desprendería de los municipios de Montelíbano, Puerto Libertador y Tierralta (cuenca alta del río Manso).

## Geografía

### Límites
|                  |                                | Nordeste: Montelíbano   |
| Oeste: Tierralta |                                | Este: Puerto Libertador |
|                  | Sur: Departamento de Antioquia |                         |

## Historia
Fue fundado el 10 de diciembre de 1953 por Petrona Hernández. Su nombre nació del poblador Julio Guerra, un reconocido liberal que para ese entonces gobernaba en la zona. Dos razones lo llevaron a bautizarlo de esta manera: primero, por la lejanía que estaba de otras regiones y segundo, porque este lugar le hacía recordar a una población del Tolima que también se llama Tierradentro.[cita requerida].

## Economía
Tiene como principales actividades económicas la minería de carbón, la ganadería, la pesca y la agricultura.

## Transporte
La principal vía de comunicación es acuática a través del río San Jorge. Mientras, por vía terrestre se accede por el municipio de Puerto Libertador.